# Leonardo Márquez
Leonardo Márquez Araujo (Città del Messico, 1820 – L'Avana, 1913) è stato un generale messicano.

## Biografia
Fedele ad Antonio López de Santa Anna e avversario di Benito Juárez, nel 1861 fece fucilare Melchor Ocampo. Divenuto generale di Massimiliano I del Messico, fu sconfitto ed esiliato a Cuba nel 1867. Era chiamato "la tigre di Tacubaya" a causa della sua ferocia. Morì ultranovantenne.